# Gujiao
Koordinaten: 37° 55′ N, 112° 3′ O
Gujiao (chinesisch 古交市, Pinyin Gǔjiāo Shì) ist eine chinesische kreisfreie Stadt, die zum Verwaltungsgebiet der bezirksfreien Stadt Taiyuan, der Hauptstadt der Provinz Shanxi, gehört. Sie hat eine Fläche von 1.511 km² und zählt 210.757 Einwohner (Stand: Zensus 2020). Die Stadt liegt im Westen des Taiyuan-Beckens.

## Administrative Gliederung
Auf Gemeindeebene setzt sich die kreisfreie Stadt aus vier Straßenvierteln, drei Großgemeinden und sieben Gemeinden zusammen. 